# Jewdokija Reschetnyk
Jewdokija Hryhoriwna Reschetnyk (ukrainisch Євдокія Григорівна Решетник; * 14. März 1903 in Koschmaniwka, Oblast Poltawa; † 22. Oktober 1996 in Kiew) war eine ukrainische Biologin und Umweltnaturwissenschaftlerin. Sie war spezialisiert auf die Forschung über endemische Nagetiere der Ukraine und zählte zu den führenden Fachleuten für Zoologie ihrer Zeit in der Ukrainischen Sozialistischen Sowjetrepublik.

## Leben
Jewdokija Reschetnyk war die Tochter von Hryhorij Reschetnyk und kam in der Ostukraine, damals ein Teil des Russischen Kaiserreichs, zur Welt. Sie verbrachte ihre Jugendzeit in der Stadt Poltawa, wo sie das Gymnasium und das Institut für Volksbildung besuchte. Von 1920 bis 1924 studierte sie Biologie in Charkiw. Zu ihren Bekannten aus jener Zeit  gehörten der Dichter Pawlo Tytschyna und die Schriftstellerin Oksana Iwanenko. Von 1931 bis 1934 arbeitete sie als Assistentin am Biologischen Institut der Universität von Charkiw. Seit 1935 war sie in Kiew, wo sie eine Anstellung am Kiewer Zoo und am 1930 von Iwan Iwanowitsch Schmalhausen gegründeten Zoologischen Institut der Nationalen Akademie der Wissenschaften der Ukraine fand. Dort arbeitete sie mit Mykola Scharleman (1887–1970) und Sergey Paramonov (1894–1967) zusammen. Auf Forschungsreisen untersuchte sie die Lebensweise verschiedener Tierarten und sammelte Exemplare für das Zoologische Museum in Kiew. Für das Nachdiplomstudium ging sie an das Steppenforschungsinstitut in der Südukraine.
Beim Beginn des Deutsch-Sowjetischen Kriegs 1941 weilte sie für eine Forschungsreise in Chișinău in der Moldauischen Sozialistischen Sowjetrepublik. Danach wohnte sie zunächst in der russischen Stadt Ufa und später in Poltawa und wieder in Kiew, wo sie erneut am Zoologischen Institut als Konservatorin der Wirbeltiersammlung arbeitete. Während der Besatzungszeit leitete sie die für das Internationale Rote Kreuz tätige Lokalorganisation des Museums und besuchte unter anderem ein Kriegsgefangenenlager in Darnyzja bei Kiew. Jewdokija Reschetnyk berichtete später, dass Mitarbeiter des Zoologischen Instituts in Zusammenarbeit mit den deutschen Besatzern die Erhaltung historischer Gebäude in Kiew erreichen konnten. 1941 wurde sie von der Geheimen Staatspolizei verhaftet und erst dank der Intervention von Paramonow und Charlemagne wieder freigelassen. Nach dem Krieg klagten die sowjetischen Behörden sie der Kollaboration mit den Deutschen an und schickten sie in der Zeit der stalinistischen Repression von 1948 bis 1953 in die Verbannung nach Mordwinien und dann nach Samara. Ihr damals 17-jähriger Sohn Emil wurde wegen der unterstellten Zugehörigkeit zu einer (gar nicht bestehenden) „Organisation zur Befreiung des ukrainischen Volkes“ ebenfalls inhaftiert.
Nach ihrer Rückkehr war Jewdokija Reschetnyk wieder am Zoologischen Institut in Kiew angestellt, wo sie in der Abteilung für Wirbeltiere sowie als Museologin und Archivarin arbeitete. Als Wissenschaftshistorikerin untersuchte sie das Werk des ukrainischen Naturwissenschaftlers Wolodymyr Stantschynskyj (1882–1942).
Ihre Forschung widmete sie vorwiegend den Populationen von Nagetieren in mehreren Regionen der Ukraine und in Moldawien, besonders dem Ziesel und den endemischen Arten von Blindmäusen. Zur Erhaltung gefährdeter Habitate setzte sie sich für die Schaffung von Naturschutzgebieten ein und forschte zum Beispiel im Schutzgebiet Neu-Askanien in der südukrainischen Oblast Cherson.

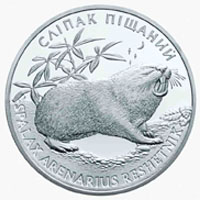
Ukrainische Münze von 2005 zum Gedenken an Jewdokija Reschetnyk, mit dem Abbild einer Sandblindmaus

Am 22. Oktober 1996 starb Jewdokija Reschetnyk in Kiew und wurde auf dem Sowskji-Friedhof bestattet.

## Benannte Arten
Folgende Arten wurden von Reschetnyk erstbeschrieben oder neu zugeordnet:
- Spalax polonicus arenarius (Sandblindmaus) Reshetnik
- Citellus suslica ognevi Reshetnik
- Citellus suslica volhynensis Reshetnik

## Werke
- До екології жайворонків в умовах району Асканія-Нова. (Zur Ökologie der Lerchen in der Landschaft Neu-Askanien)  In:  Збірник праць зоологічного музею АН УРСР, 1937, S. 3–40.
- До систематики i географічного поширення сліпаків (Spalacidae) в УРСР. (Zur Ökologie und geografischen Verbreitung der Spalacidae in der Ukrainischen Sozialistischen Sowjetrepublik) In: Збірник праць зоологічного музею АН УРСР, 1939, S. 3–21.
- Матеріали до вивчення систематики, географічного поширення та екології сліпаків (Spalacinae) УРСР. In: Збірник праць Зоологічного музею, 1941, S. 23–95.
- О новых подвидах крапчатого суслика Citellus suslica volhynensis subsp. nov. и Citellus suslica ognevi subsp. nov. In: Бюллетень МОИП. Отделение биологии, 1946, Band 51, S. 25–27.
- Систематика і географічне поширення ховрахів (Citellus) в УРСР. In: Труди Інституту зоології АН Укр. РСР, 1948, S. 84–113.
- Європейський ховрах (Citellus citellus L.) в Закарпатській області. In: Наземні хребетні України: Республіканський міжвідомчий збірник, 1965, S. 122–123.
- Zum Gedächtnis an Nikolai Wassiliewitsch Charlemagne (1887–1970). In: Westnik Zoologii, 1970, S. 87–89 (russisch).
- IIn memoriam Nikolai Ivanovich Gavrilenko (1889–1971). In: Vestnik zoologii, 9, 1971, S. 87–88 (russisch).